# Lâm Nội

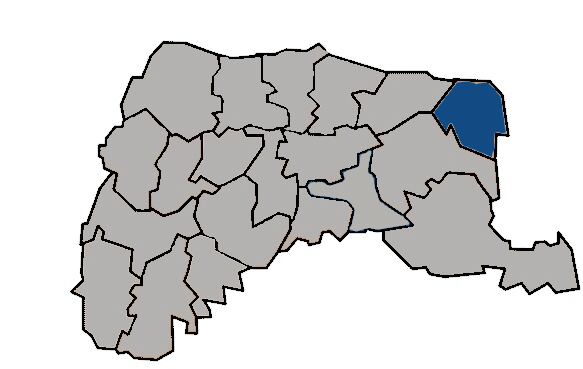
Vị trí tại Vân Lâm

Lâm Nội (tiếng Trung: 林內鄉; bính âm: Línnèi Xiāng) là một hương (xã) của huyện Vân Lâm, tỉnh Đài Loan, Trung Hoa Dân Quốc (Đài Loan). Hương có địa hình đồng bằng ở phía tây bắc và đối núi ở phía đông nam. Khoảng một nửa lao động của hương làm việc trong lĩnh vực nông nghiệp, chủ yếu là ngành trồng trọt. Tổng diện tích của Lâm Nội là 37,6035 km², dân số vào tháng 8 năm 2011 là 19.731 người thuộc 5.776 hộ gia đình, mật độ cư trú đạt 524,7 người/km².